# Talovaja
Talovaja (in russo Таловая?) è un insediamento di tipo urbano della Russia europea nell'oblast' di Voronež. È il centro amministrativo del rajon Talovskij.
Si trova 157 km a sud-est di Voronež.